# Annunzio Paolo Mantovani
Annunzio Paolo Mantovani, beter bekend als kortweg Mantovani (Venetië (Italië), 15 november 1905 – Royal Tunbridge Wells, 29 maart 1980), was een Italiaanse dirigent van muziek in het easy listeninggenre.
Mantovani's vader was eerste violist van het orkest van La Scala van Milaan onder Arturo Toscanini en later concertmeester van het orkest van het Royal Opera House in Londen waarheen zijn familie in 1912 verhuisde. Zijn zoon studeerde er aan het Trinity College of Music. Na zijn afstuderen formeerde hij zijn eigen orkest, dat in en rondom Birmingham speelde. Tegen het uitbreken van de Tweede Wereldoorlog was zijn orkest een van de populairste in Engeland, met optredens op de BBC-radio en in de concertzaal.
Hij was tevens muzikaal leider van veel musicals en toneelmuziek, onder meer van stukken van Noël Coward. Na de oorlog legde hij zich steeds meer toe op het opnemen van grammofoonplaten en gaf het optreden uiteindelijk helemaal op. Hij werkte samen met arrangeur Ronnie Binge, de bedenker van het handelsmerk van Mantovani's orkest, de 'cascading string sound', bekend van hits als Charmaine en zijn versie van Greensleeves (in Nederland vooral bekend door Jan van Veens radioprogramma Candlelight).
Van 1961 tot 1971 was David McCallum sr. de concertmeester van Annunzio Mantovani's orkest.
Mantovani nam meer dan 50 platen op voor de labels Decca Records en London Records, waarvan vele grote hits werden.
Mantovani overleed op 29 maart 1980 op 74-jarige leeftijd in Royal Tunbridge Wells.
- Bibsys: 3087802
- Biblioteca Nacional de España: XX862156
- Bibliothèque nationale de France: cb13832513s (data)
- Gemeinsame Normdatei: 132586932
- International Standard Name Identifier: 0000 0000 8079 5827
- Library of Congress Control Number: no90008911
- Nationale Bibliotheek van Letland: 000255970
- MusicBrainz: 4c566ee7-8dd4-4edc-8cbe-a86ee30feb06
- Nationale Bibliotheek van Tsjechië: pna2008456387
- Nationale bibliotheek van Australië: 36080285
- Nationale Bibliotheek van Israël: 987007339172505171
- Nederlandse Thesaurus van Auteursnamen: 073030724
- Istituto Centrale per il Catalogo Unico: DDSV088769
- Système universitaire de documentation: 081715609
- Trove: 1208417
- Virtual International Authority File: 194819
- WorldCat: E39PBJbCRWcXGWJXPjPYdRgR8C